# Перес, Гильермо (органист)
Гильермо Перес (род. 1980, Барселона) — испанский органист, специалист по игре на органе-портативе и по исполнению инструментальной музыки XIV—XV вв. Успешно сочетает исследовательскую работу и исполнительство.
Создатель и руководитель коллектива исп. Tasto Solo. Также работает с такими коллективами, как Mala Punica (Италия), итал. Micrologus (Италия), The Unicorn Ensemble (Австрия), Diabolus in Musica (Франция), в сотрудничестве с которыми он записал 12 дисков для лейблов Naïve, Ricercar, Zig-Zag Territoires, Passacaille, Aeon, Pneuma. Является также историком музыки: в рамках программы «Ars Nova in Europe»
готовит к изданию работы, посвященные таким манускриптам, как Робертсбриджский кодекс, Органная книга из Буксхайма, Лохамский песенник. Кроме того, проводит курсы и лекции в Базеле, Вене, Париже и Москве. С 2010 года является преподавателем по классу органа-портатива и средневековых клавишных инструментов в Центре изучения старинной музыки CIRMA (Муассак, Франция).
Гильермо Перес в 2012 и 2013 году выступил в России с концертами и провел ряд мастер-классов.
В 2013 году в рамках Международного фестиваля La Renaissance, Гильермо Перес предстваил реконструированный орган-портатив Леонардо да Винчи. Он выступил с программой «Da Vinci Project. Музыка Возрождения» с Вива Бьянкалуна Биффи (вокал, виола), Анжелик Мойон (лютня).